# Rudi Czaja
Rudi Czaja (* 11. Februar 1939 in Bitterfeld; † 18. August 2001) war ein deutscher Politiker (DVU). Er war von 1998 bis 2001 Mitglied im Landtag Sachsen-Anhalt.

## Ausbildung und Leben
Rudi Czaja verließ 1953 die Grundschule nach der 8. Klasse. In einer Erwachsenenqualifizierung erwarb er den Berufsabschluss als Stellwerker und arbeitete 1954 bis 1995 als Gleisbauer, Stellwerker/Fahrdienstleiter – Rangierleiter – Zugabfertiger und Ausbilder. Seit Juni 1995 war er im Vorruhestand, seit Februar 1999 Rentner.

## Politik
Rudi Czaja wurde bei der Landtagswahl in Sachsen-Anhalt 1998 über die Landesliste in den Landtag gewählt. Ab Dezember 1999 war er fraktionslos, seit Februar 2000 Gast der DVU-Fraktion, die sich am 15. Februar 2000 in Fraktion der Freiheitlichen Deutschen Volkspartei – FDVP umbenannte. Ab 13. März 2000 war er ordentliches Mitglied dieser Fraktion, bis er am 27. Juli 2000 aus der Fraktion austrat. Ab dem 28. Juli 2000 war er Gast und seit 1. Dezember 2000 ordentliches Mitglied der Fraktion DVU-FL, die sich im März 2001 in Fraktion Deutsche Volksunion umbenannte. Nach seinem Tod rückte Ingrid Spors für ihn in den Landtag nach.